# Cristóbal Montoro
Cristóbal Ricardo Montoro Romero, né le 28 juillet 1950 à Cambil, est un homme politique espagnol, membre du Parti populaire (PP).
Élu député pour la première fois en 1993, il est nommé secrétaire d'État à l'Économie en 1996. Quatre ans plus tard, il devient ministre des Finances de José María Aznar. Il est contraint d'abandonner ce poste en 2004, étant alors élu député européen.
En 2008, il intègre la direction du PP, sous la présidence de Mariano Rajoy, qui le nomme ministre des Finances et des Administrations publiques en 2011, à la suite du retour au pouvoir des conservateurs.

## Biographie

### Jeunesse, études, vie professionnelle
Il étudie les sciences économiques à l'université autonome de Madrid, où il passe avec succès sa licence en 1973, puis son doctorat huit ans plus tard. D'abord professeur assistant, puis titulaire, il est élevé au rang de professeur des universités en économie appliquée par l'université de Cantabrie, le 24 octobre 1988.

### Des débuts politiques très rapides
Le 6 juin 1993, il est élu député de Madrid au Congrès des députés, siège à la commission de l'Économie et du Commerce, et à la commission des Budgets. Réélu le 3 mars 1996, il démissionne le 28 mai suivant, trois semaines après avoir été nommé secrétaire d'État à l'Économie du ministère de l'Économie et des Finances, dirigé par Rodrigo Rato.
Il intègre le comité exécutif du PP en le 31 janvier 1999, aux côtés de plusieurs autres ministres, à l'occasion du XIIIe congrès du parti.

### Ministre d'Aznar
Il est réélu député, dans la province de Jaén, le 12 mars 2000. Le 28 avril suivant, lors de la formation du second gouvernement de José María Aznar, il est nommé ministre des Finances. La création de ce ministère, et le choix de son titulaire, portent la marque de Rodrigo Rato. À peine nommé, il annonce au Congrès que le déficit public atteindra 0,4 % du produit intérieur brut, soit deux fois moins qu'initialement prévu. À la fin de l'année 2003, les comptes publics affichent un excédent de 0,3 %, une première dans l'histoire espagnole.

### L'éloignement
Aux élections générales du 14 mars 2004, il est de nouveau élu député de Jaén mais le PP perd le pouvoir au profit du Parti socialiste ouvrier espagnol. Il est donc contraint à la démission le 18 avril suivant. Il démissionne dès le 6 mai, après avoir été placé en sixième position sur la liste du PP pour les élections européennes du 13 juin 2004.

### Le retour au premier plan
Le 9 mars 2008, il est réélu au Congrès des députés, pour Madrid, quittant alors le Parlement européen. À l'ouverture de la nouvelle législature, mi-avril, il devient le porte-parole du groupe PP à la commission de l'Économie. Il renforce son contrôle sur les questions économiques au sein de la droite espagnole, avec son élection comme coordinateur du comité exécutif pour l'Économie lors du XVIe congrès du PP, à Valence, le 22 juin suivant.

### Ministre de Rajoy
Lors des élections générales du 21 novembre 2011, il est élu député de Séville, après le renoncement de Soledad Becerril à conduire de nouveau la liste conservatrice. Le 22 décembre suivant, il est nommé ministre des Finances et des Administrations publiques par Mariano Rajoy, étant ainsi chargé de la politique budgétaire et des relations avec les communautés autonomes.